# 資訊倫理
資訊倫理是指人們對資訊的接收和使用時都遵從倫理規範的一種準則和態度，其應用範圍包括：電腦、資訊科技、資訊系統、資訊網路等的使用。不同於一般的法律，資訊倫理仰賴人們的自律，先從自己做起，對自我加以約束，使自己的使用科技時不會損害社會道德和利益。實踐資訊倫理的前提就是要遵守國家的法律，不做出違法的事情，並且尊重別人隱私權，讓人們都能享有最基本的權益、保障他人的智慧財產，從而達到資訊倫理的目標。

## 資訊倫理的議題

### PAPA理論1
PAPA理論1是由美國管理信息科學專家梅森於1986年提出，包含了隱私權(Privacy)、正確權(Accuracy)、財產權(Property)及存取權(Accessibility)，成為了資訊倫理重要的骨幹。

### 其他資訊倫理議題
隨著時代和科技的進步，電腦和手機等發展日新月異，現在出現了許多與資訊倫理有關的新議題，從沉迷於線上遊戲，沉浸在虛幻的世界，就連社交都集中在網路聊天室上進行，導致人們與現實社會脫軌，甚至荒廢課業以及工作。從原始的聊天，演變成與網路詐騙、情色相關的問題，造成許多社會問題，這都是資訊倫理的新議題。